# 라리가 2013-14
라리가 2013-14(스페인어: Primera División de España 2013-14, 협찬사의 이름을 따 리가 BBVA로도 불림)는 스페인 축구 1부 리그인 프리메라 디비시온의 83번째 시즌이다. 시즌 일정은 2013년 7월 9일에 발표되었다. 이 시즌은 2013년 8월 17일에 시작되어 2014년 5월 18일에 종료되었다. 이 시즌의 모든 유럽 1부 리그는 2014년 FIFA 월드컵 일정을 반영하여 일찍 종료되었다. 엘체, 비야레알, 그리고 알메리아는 세군다 디비시온에서 승격되어 합류했다.
시즌 동안 아틀레티코 마드리드, 레알 마드리드, 그리고 바르셀로나가 선두에 올랐었다. 시즌 최종전을 앞두고, 아틀레티코 마드리드는 전 시즌 우승을 거둔 바르셀로나를 승점 3점차로 앞서고 있었다. 그러나 양 구단이 최종전에서 맞대결을 펼쳤기에, 바르셀로나도 승리를 하여 역전 우승할 가능성이 있었다. 경기는 무승부로 끝나면서, 매트리스 제작자들(Colchoneros)은 18년 만의 우승이자 통산 10번째 우승을 거두었다. 그에 따라 2003-04 시즌 이래 각각 2위와 3위를 차지한 바르셀로나와 레알 마드리드가 아닌 다른 구단이 우승한 첫 시즌으로 기록되었다. 반면 최하위 3개 구단인 오사수나, 바야돌리드, 그리고 베티스는 시즌 종료 후 세군다 디비시온으로 강등되었다.
크리스티아누 호날두는 사상 처음으로 라 리가 최우수 선수로 선정되었다. 31골을 득점한 호날두는 트로페오 피치치의 주인공이 되기도 했으며, 유러피언 골든슈의 공동 수상자로도 이름을 올렸다. 앙헬 디 마리아는 17회로 가장 많은 도움을 기록했고, 티보 쿠르투아는 최우수 골키퍼로 트로페오 리카르도 사모라의 주인공이 되었다.

## 참가 구단

### 참가 구단의 변동
총 20개 구단이 리그에 참가했는데, 이 중 17개 구단은 2012-13 시즌에 참가했던 구단들이며, 나머지 3개 구단은 세군다 디비시온에서 승격한 구단들이다. 승격한 세 구단들 중 둘은 세군다 디비시온을 우승하거나 준우승한 구단들이고, 나머지 한 구단은 플레이오프전에서 승리한 구단이다.
한편, 전 시즌 최하위 3개 구단인 마요르카, 데포르티보, 그리고 사라고사는 세군다 디비시온으로 강등되었다. 마요르카는 16년 만에 라 리가에서 강등당했는데, 이는 구단 역사상 역대 최장 기간이었고, 사라고사는 4년 만에 세군다 디비시온으로 강등되었으며, 데포르티보는 전년도에 승격되어 1년 만에 바로 2부 리그로 강등되었다. 베티스를 제외한 두 구단 모두 최종전을 치르고 강등이 확정되었다.
세군다 디비시온에서 승격되어 공백을 메운 구단들은 엘체, 비야레알, 그리고 알메리아였다. 엘체는 24년 만에 세군다 디비시온 우승을 차지하고 1부 리그에 복귀했는데, 이 중 14년을 2부 리그에서 보냈다. 준우승을 거둔 비야레알도 1년 만에 다시 승격에 성공해 1부 리그 무대로 복귀했는데, 알메리아와의 시즌 막판 중요한 경기에서 승리하며 라 리가 즉시로 승격할 수 있었다. 알메리아도 결국 승격에 성공했다. 구단은 2년 동안 세군다 디비시온에서 보내다가 지로나와의 결선 플레이오프전에서 승리하면서 1부 무대에 복귀했다.
이 시즌은 1988-89 시즌 이래 섬 지방(발레아레스 제도와 카나리아 제도 연고) 구단이 1부 리그에 참가하지 않은 최초의 시즌인데, 마요르카가 강등당하고 라스 팔마스가 승격 준플레이오프전에서 패해 라 리가 승격이 좌절되었기 때문이었다.

### 구단별 구장 위치
다음 구단들이 2013-14 시즌 라 리가에 참가했다:
| 구단                | 연고지        | 경기장                 | 관중수 |
| ------------------- | ------------- | ---------------------- | ------ |
| 알메리아            | 알메리아      | 지중해 게임 경기장     | 22,000 |
| 아틀레틱 빌바오     | 빌바오        | 산 마메스              | 53,332 |
| 아틀레티코 마드리드 | 마드리드      | 비센테 칼데론          | 54,851 |
| 바르셀로나          | 바르셀로나    | 캄 노우                | 99,354 |
| 베티스              | 세비야        | 베니토 비야마린        | 52,500 |
| 셀타 비고           | 비고          | 발라이도스             | 31,800 |
| 엘체                | 엘체          | 마르티네스 발레로      | 36,017 |
| 에스파뇰            | 바르셀로나    | 코르넬랴-엘 프라트     | 40,500 |
| 헤타페              | 헤타페        | 콜리세움 알폰소 페레스 | 17,700 |
| 그라나다            | 그라나다      | 누에보 로스 카르메네스 | 22,524 |
| 레반테              | 발렌시아      | 발렌시아 시립 경기장   | 25,534 |
| 말라가              | 말라가        | 라 로살레다            | 30,044 |
| 오사수나            | 팜플로나      | 엘 사다르              | 19,553 |
| 라요 바예카노       | 마드리드      | 바예카스               | 15,489 |
| 레알 마드리드       | 마드리드      | 산티아고 베르나베우    | 85,454 |
| 레알 소시에다드     | 산 세바스티안 | 아노에타               | 32,076 |
| 세비야              | 세비야        | 산체스 피스후안        | 45,500 |
| 발렌시아            | 발렌시아      | 메스타야               | 55,000 |
| 바야돌리드          | 바야돌리드    | 호세 소리야            | 26,512 |
| 비야레알            | 비야레알      | 엘 마드리갈            | 24,890 |

### 자치주별 구단
|   | 자치주           | 구단 수 | 구단                                                      |
| - | ---------------- | ------- | --------------------------------------------------------- |
| 1 | 안달루시아       | 5       | 알메리아, 그라나다, 말라가, 베티스, 세비야                |
| 2 | 마드리드         | 4       | 아틀레티코 마드리드, 헤타페, 라요 바예카노, 레알 마드리드 |
| 2 | 발렌시아         | 4       | 엘체, 레반테, 발렌시아, 비야레알                          |
| 4 | 바스크           | 2       | 아틀레틱 빌바오, 레알 소시에다드                          |
| 4 | 카탈루냐         | 2       | 바르셀로나, 에스파뇰                                      |
| 6 | 카스티야 이 레온 | 1       | 바야돌리드                                                |
| 6 | 갈리시아         | 1       | 셀타 비고                                                 |
| 6 | 나바라           | 1       | 오사수나                                                  |

### 구단 인사 및 협찬사
| 구단                | 감독                       | 주장                | 유니폼 제작사 | 협찬사                            |
| ------------------- | -------------------------- | ------------------- | ------------- | --------------------------------- |
| 알메리아            | 프란시스코 로드리게스      | 코로나              | 나이키        | 우리크솔닷컴                      |
| 아틀레틱 빌바오     | 에르네스토 발베르데        | 카를로스 구르페기   | 나이키        | 페트로노르                        |
| 아틀레티코 마드리드 | 디에고 시메오네            | 가비                | 나이키        | SOCAR, 교세라1                    |
| 바르셀로나          | 헤라르도 마르티노          | 카를레스 푸욜       | 나이키        | 카타르 항공, UNICEF1 2            |
| 베티스              | 가브리엘 칼데론            | 나초                | 마크론        | 시르사, 안달루시아3               |
| 셀타 비고           | 루이스 엔리케              | 보르하 오우비냐     | 아디다스      | 시트로엥3, 에스트레야 갈리시아1 3 |
| 엘체                | 프란 에스크리바            | 세르히오 만테콘     | 아체르비스    | 조세포                            |
| 에스파뇰            | 하비에르 아기레            | 세르히오 가르시아   | 푸마          | 캉쿤                              |
| 헤타페              | 코스민 콘트라              | 하이메 가빌란       | 호마          | 콘프레마르, IG 마켓츠3            |
| 그라나다            | 루카스 알카라스            | 디에고 마인스       | 루안비        | 카하 그라나다                     |
| 레반테              | 호아킨 카파로스            | 후안프란            | 켈미          | 발렌시아 주                       |
| 말라가              | 베른트 슈스터              | 두다                | 나이키        | UNESCO4, 블로베이 리조츠1         |
| 오사수나            | 하비 그라시아              | 파치 푸냘           | 아디다스      | 락투랄레, 네비르1                 |
| 라요 바예카노       | 파코 헤메스                | 로베르토 트라쇼라스 | 에레아        | AE - 경영학 취득, 네비르1         |
| 레알 마드리드       | 카를로 안첼로티            | 이케르 카시야스     | 아디다스      | 에미레이트 항공                   |
| 레알 소시에다드     | 하고바 아라사테            | 샤비 프리에토       | 나이키        | 카날+, 쿠차1                      |
| 세비야              | 우나이 에메리              | 페데리코 파시오     | 워리어        | 인터베텐                          |
| 발렌시아            | 후안 안토니오 피시         | 히카르두 코스타     | 호마          | 징코 태양전지                     |
| 바야돌리드          | 후안 이그나시오 마르티네스 | 하비에르 바라하     | 험멜          | 카스티야 북부3                    |
| 비야레알            | 마르셀리노                 | 브루노              | 엑스테프      | 파메사 도자기                     |

1. ^ 유니폼 후면에 부착.
2. ^ 바르셀로나는 UNICEF에 기부함에 따라 구단 유니폼에 자선 단체의 로고를 부착했다.
3. ^ 하의에 부착.
4. ^ 말라가는 UNESCO에 기부함에 따라 구단 유니폼의 정면에 자선 단체의 로고를 부착했다.
전 시즌과 마찬가지로, 나이키가 모든 경기에 공인구를 제공했는데, 리가 BBVA용 나이키 인사이트가 모든 경기에서 2013-14 시즌의 라 리가 공인구로 사용되었다.

### 감독 교체
| 구단            | 해임 감독                  | 해임 사유      | 해임 일자        | 리그 순위 | 취임 감독                  | 취임 일자        |
| --------------- | -------------------------- | -------------- | ---------------- | --------- | -------------------------- | ---------------- |
| 말라가          | 마누엘 페예그리니          | 상호 계약 해지 | 2013년 6월 2일   | 개막 전   | 베른트 슈스터              | 2013년 6월 12일  |
| 바야돌리드      | 미로슬라브 주키치          | 상호 계약 해지 | 2013년 6월 2일   | 개막 전   | 후안 이그나시오 마르티네스 | 2013년 6월 17일  |
| 레알 마드리드   | 조제 모리뉴                | 상호 계약 해지 | 2013년 6월 2일   | 개막 전   | 카를로 안첼로티            | 2013년 6월 25일  |
| 셀타 비고       | 아벨 레시노                | 상호 계약 해지 | 8 June 2013      | 개막 전   | 루이스 엔리케              | 2013년 6월 8일   |
| 알메리아        | 하비 그라시아              | 상호 계약 해지 | 2013년 6월 28일  | 개막 전   | 프란시스코                 | 2013년 6월 29일  |
| 발렌시아        | 에르네스토 발베르데        | 계약 만료      | 30 June 2013     | 개막 전   | 미로슬라브 주키치          | 2013년 6월 4일1  |
| 레알 소시에다드 | 필리프 몽타니에            | 계약 만료      | 2013년 6월 30일  | 개막 전   | 하고바 아라사테            | 2013년 6월 8일1  |
| 레반테          | 후안 이그나시오 마르티네스 | 계약 만료      | 2013년 6월 30일  | 개막 전   | 호아킨 카파로스            | 2013년 6월 10일1 |
| 아틀레틱 빌바오 | 마르셀로 비엘사            | 계약 만료      | 2013년 6월 30일  | 개막 전   | 에르네스토 발베르데        | 2013년 6월 21일1 |
| 바르셀로나      | 티토 빌라노바              | 사임           | 2013년 7월 19일  | 개막 전   | 헤라르도 마르티노          | 2013년 7월 23일  |
| 오사수나        | 호세 루이스 멘딜리바르     | 경질           | 2013년 9월 3일   | 20위      | 하비 그라시아              | 2013년 9월 4일   |
| 베티스          | 페페 멜                    | 경질           | 2013년 12월 2일  | 20위      | 후안 카를로스 가리도       | 2013년 12월 2일  |
| 발렌시아        | 미로슬라브 주키치          | 경질           | 2013년 12월 16일 | 9위       | 후안 안토니오 피시         | 2013년 12월 26일 |
| 베티스          | 후안 카를로스 가리도       | 경질           | 2014년 1월 19일  | 20뒤      | 가브리엘 칼데론            | 2014년 1월 19일  |
| 헤타페          | 루이스 가르시아 플라사     | 경질           | 2014년 3월 10일  | 15위      | 코스민 콘트라              | 2014년 3월 10일  |

참고
1. 계약 발표일자. 정식 취임은 2013년 7월 1일에 이루어졌다.

## 리그 결과

### 시즌 요약
라 리가 2013-14 시즌은 출범 이래 83번째 시즌이다. 경기 일정은 2013년 7월 9일에 발표되었다. 시즌은 2013년 8월 17일에 시작되어 2014년 5월 18일에 막을 내렸다.
1951년 이래 처음이자 리그 역사사 3번째로, 라 리가 우승의 향방이 최종전 맞대결로 결정되었다. 아틀레티코 마드리드는 전 시즌 우승을 거둔 바르셀로나를 3점 차로 앞섰는데, 최종전이 바르셀로나와의 원정 경기였다. 바르셀로나가 전반전에 1-0으로 앞서가는 가운데 알레티는 설상가상으로 두 명의 주전 선수를 부상으로 잃었다. 그러나, 후반전에 머리로 기록한 동점골로 1-1 무승부를 거두면서 매트리스 제작자들은 18년 만이자 통산 10번째 리그 우승을 거두었다. 이 시즌은 2003-04 시즌 이래 각각 2위와 3위를 차지한 바르셀로나와 레알 마드리드가 아닌 다른 구단이 정상에 차지한 시즌이었다. 또한 67년 만에 처음으로 캄 노우에서 원정 경기를 치른 선수단이 우승을 차지한 시즌이기도 했다.
디에고 코스타와 코케의 상승세가 아틀레티코 마드리드의 우승을 견인한 열쇠였다. 코스타는 이 시즌에 36골(리그에서 27골)을 득점하였는데, 이 중 한 골은 1999년 이래 레알 마드리드를 상대로 아틀레티코의 첫 승을 일궈낸 결승골이었다. 코케는 18도움(리그에서 13도움)을 기록했고, 7번 골망도 흔들었다.
그에 앞서, 리오넬 메시가 해트트릭을 기록해 레알 마드리드의 31경기 연속 무패행진을 끊었다. 같은 날, 아틀레티코 마드리드가 베티스를 이기면서 리그 선두로 도약했다. 레반테에게 패하고 말라가와 무승부를 거두면서 알레티는 최종전을 앞두고 리그 우승에 차질을 빚게 되었다.
크리스티아누 호날두는 31골을 기록해 리그 득점왕에 등극했다. 메시와 코스타는 각각 득점 2위와 3위였다. 앙헬 디 마리아는 리그에서 가장 많은 17도움을 기록했다. 티보 쿠르투아는 최우수 골키퍼로서 트로페오 리카르도 사모라의 주인공이 되었다. 바르셀로나는 가장 징계 횟수가 적은 구단이기도 했다.

### 최종 순위
| 순위 | 팀                      | 경기 | 승 | 무 | 패 | 득  | 실 | 차  | 승점 | 참가 자격 및 강등              |
| ---- | ----------------------- | ---- | -- | -- | -- | --- | -- | --- | ---- | ------------------------------ |
| 1    | 아틀레티코 마드리드 (C) | 38   | 28 | 6  | 4  | 77  | 26 | +51 | 90   | 챔피언스리그 조별 리그 진출    |
| 2    | 바르셀로나              | 38   | 27 | 6  | 5  | 100 | 33 | +67 | 87   | 챔피언스리그 조별 리그 진출    |
| 3    | 레알 마드리드           | 38   | 27 | 6  | 5  | 104 | 38 | +66 | 87   | 챔피언스리그 조별 리그 진출    |
| 4    | 아틀레틱 빌바오         | 38   | 20 | 10 | 8  | 66  | 39 | +27 | 70   | 챔피언스리그 플레이오프전 진출 |
| 5    | 세비야                  | 38   | 18 | 9  | 11 | 69  | 52 | +17 | 63   | 유로파리그 조별 리그 진출      |
| 6    | 비야레알                | 38   | 17 | 8  | 13 | 60  | 44 | +16 | 59   | 유로파리그 플레이오프전 진출   |
| 7    | 레알 소시에다드         | 38   | 16 | 11 | 11 | 62  | 55 | +7  | 59   | 유로파리그 3차 예선전 진출     |
| 8    | 발렌시아                | 38   | 13 | 10 | 15 | 51  | 53 | −2  | 49   |                                |
| 9    | 셀타 비고               | 38   | 14 | 7  | 17 | 49  | 54 | −5  | 49   |                                |
| 10   | 레반테                  | 38   | 12 | 12 | 14 | 35  | 43 | −8  | 48   |                                |
| 11   | 말라가                  | 38   | 12 | 9  | 17 | 39  | 46 | −7  | 45   |                                |
| 12   | 라요 바예카노           | 38   | 13 | 4  | 21 | 46  | 80 | −34 | 43   |                                |
| 13   | 헤타페                  | 38   | 11 | 9  | 18 | 35  | 54 | −19 | 42   |                                |
| 14   | 에스파뇰                | 38   | 11 | 9  | 18 | 41  | 51 | −10 | 42   |                                |
| 15   | 그라나다                | 38   | 12 | 5  | 21 | 32  | 56 | −24 | 41   |                                |
| 16   | 엘체                    | 38   | 9  | 13 | 16 | 30  | 50 | −20 | 40   |                                |
| 17   | 알메리아                | 38   | 11 | 7  | 20 | 43  | 71 | −28 | 40   |                                |
| 18   | 오사수나 (R)            | 38   | 10 | 9  | 19 | 32  | 62 | −30 | 39   | 세군다 디비시온으로 강등       |
| 19   | 바야돌리드 (R)          | 38   | 7  | 15 | 16 | 38  | 60 | −22 | 36   | 세군다 디비시온으로 강등       |
| 20   | 베티스 (R)              | 38   | 6  | 7  | 25 | 36  | 78 | −42 | 25   | 세군다 디비시온으로 강등       |

1. 1 2  바르셀로나는 레알 마드리드에 상대 전적으로 앞서서 윗 순위를 기록하였다: 바르셀로나 2–1 레알 마드리드, 레알 마드리드 3–4 바르셀로나.
2. ↑  세비야는 전년도 우승 자격으로 유로파리그 조별 리그 진출권을 획득했다. 리그 성적에 따른 진출권은 공석으로 남았다.
3. 1 2  비야레알은 레알 소시에다드에 상대 전적으로 앞서서 윗 순위를 기록하였다: 비야레알 5–1 레알 소시에다드, 레알 소시에다드 1–2 비야레알.
4. 1 2  코파 델 레이 결승전에 오른 레알 마드리드와 바르셀로나 모두 이미 챔피언스리그 진출권을 확보함에 따라 리그 5위, 6위, 7위를 차지한 세비야, 비야레알, 그리고 레알 소시에다드가 각각 유로파리그 조별 리그, 플레이오프전, 그리고 3차 예선전 진출권을 획득했다.[31]
5. 1 2  엘체는 알메리아에 상대 전적으로 앞서서 윗 순위를 기록하였다: 엘체 1–0 알메리아, 알메리아 2–2 엘체.

### 우승
| 라 리가 2013-14 우승            |
| ------------------------------- |
| 아틀레티코 마드리드 10번째 우승 |

### 순위 변동표
| 구단 ＼ 라운드      | 1  | 2  | 3  | 4  | 5  | 6  | 7  | 8  | 9  | 10 | 11 | 12 | 13 | 14 | 15 | 16 | 17 | 18 | 19 | 20 | 21 | 22 | 23 | 24 | 25 | 26 | 27 | 28 | 29 | 30 | 31 | 32 | 33 | 34 | 35 | 36 | 37 | 38 |
| ------------------- | -- | -- | -- | -- | -- | -- | -- | -- | -- | -- | -- | -- | -- | -- | -- | -- | -- | -- | -- | -- | -- | -- | -- | -- | -- | -- | -- | -- | -- | -- | -- | -- | -- | -- | -- | -- | -- | -- |
| 아틀레티코 마드리드 | 3  | 2  | 2  | 1  | 2  | 2  | 2  | 2  | 2  | 2  | 2  | 2  | 2  | 2  | 2  | 2  | 2  | 2  | 2  | 2  | 2  | 1  | 3  | 3  | 3  | 3  | 2  | 2  | 1  | 1  | 1  | 1  | 1  | 1  | 1  | 1  | 1  | 1  |
| 바르셀로나          | 1  | 1  | 1  | 2  | 1  | 1  | 1  | 1  | 1  | 1  | 1  | 1  | 1  | 1  | 1  | 1  | 1  | 1  | 1  | 1  | 1  | 2  | 1  | 1  | 2  | 2  | 3  | 3  | 3  | 2  | 2  | 2  | 3  | 2  | 2  | 2  | 2  | 2  |
| 레알 마드리드       | 8  | 5  | 4  | 4  | 3  | 3  | 3  | 3  | 3  | 3  | 3  | 3  | 3  | 3  | 3  | 3  | 3  | 3  | 3  | 3  | 3  | 3  | 2  | 2  | 1  | 1  | 1  | 1  | 2  | 3  | 3  | 3  | 2  | 3  | 3  | 3  | 3  | 3  |
| 아틀레틱 빌바오     | 6  | 3  | 5  | 5  | 6  | 5  | 5  | 6  | 6  | 5  | 5  | 5  | 5  | 5  | 4  | 4  | 4  | 4  | 4  | 4  | 4  | 4  | 4  | 4  | 4  | 4  | 4  | 4  | 4  | 4  | 4  | 4  | 4  | 4  | 4  | 4  | 4  | 4  |
| 세비야              | 17 | 14 | 15 | 19 | 20 | 14 | 14 | 11 | 11 | 10 | 11 | 14 | 11 | 8  | 8  | 7  | 7  | 7  | 7  | 7  | 7  | 7  | 7  | 7  | 7  | 7  | 7  | 7  | 5  | 5  | 5  | 5  | 5  | 5  | 5  | 5  | 5  | 5  |
| 비야레알            | 5  | 4  | 3  | 3  | 4  | 4  | 4  | 4  | 4  | 4  | 4  | 4  | 4  | 4  | 5  | 5  | 6  | 6  | 5  | 5  | 5  | 5  | 5  | 5  | 5  | 5  | 5  | 6  | 7  | 7  | 7  | 7  | 6  | 7  | 7  | 7  | 7  | 6  |
| 레알 소시에다드     | 4  | 7  | 8  | 7  | 7  | 12 | 13 | 15 | 12 | 9  | 9  | 7  | 7  | 6  | 6  | 6  | 5  | 5  | 6  | 6  | 6  | 6  | 6  | 6  | 6  | 6  | 6  | 5  | 6  | 6  | 6  | 6  | 7  | 6  | 6  | 6  | 6  | 7  |
| 발렌시아            | 9  | 10 | 12 | 16 | 9  | 7  | 6  | 7  | 8  | 11 | 12 | 9  | 9  | 11 | 9  | 9  | 11 | 8  | 8  | 9  | 10 | 8  | 8  | 8  | 8  | 9  | 8  | 8  | 8  | 9  | 9  | 8  | 8  | 8  | 8  | 8  | 10 | 8  |
| 셀타 비고           | 10 | 8  | 7  | 8  | 8  | 11 | 15 | 16 | 19 | 15 | 17 | 15 | 16 | 16 | 14 | 15 | 15 | 18 | 15 | 16 | 13 | 11 | 11 | 11 | 11 | 11 | 11 | 11 | 12 | 12 | 11 | 12 | 12 | 12 | 10 | 9  | 8  | 9  |
| 레반테              | 20 | 16 | 10 | 9  | 10 | 10 | 9  | 9  | 9  | 7  | 7  | 8  | 10 | 13 | 13 | 11 | 13 | 12 | 10 | 11 | 8  | 9  | 10 | 10 | 9  | 8  | 10 | 10 | 10 | 10 | 10 | 10 | 10 | 11 | 11 | 10 | 9  | 10 |
| 말라가              | 16 | 19 | 18 | 10 | 11 | 8  | 10 | 10 | 13 | 16 | 15 | 12 | 14 | 14 | 15 | 13 | 10 | 11 | 14 | 14 | 16 | 13 | 16 | 17 | 17 | 17 | 13 | 14 | 13 | 14 | 12 | 11 | 11 | 10 | 13 | 13 | 13 | 11 |
| 라요 바예카노       | 2  | 11 | 13 | 17 | 19 | 20 | 20 | 19 | 14 | 17 | 19 | 20 | 18 | 19 | 17 | 19 | 19 | 19 | 19 | 19 | 19 | 19 | 19 | 19 | 19 | 19 | 19 | 16 | 15 | 13 | 14 | 13 | 14 | 13 | 9  | 11 | 11 | 12 |
| 헤타페              | 18 | 13 | 19 | 14 | 15 | 9  | 8  | 5  | 5  | 6  | 6  | 6  | 6  | 7  | 7  | 8  | 8  | 9  | 11 | 12 | 12 | 12 | 13 | 15 | 15 | 15 | 16 | 17 | 18 | 18 | 16 | 18 | 18 | 18 | 17 | 18 | 16 | 13 |
| 에스파뇰            | 11 | 6  | 6  | 6  | 5  | 6  | 7  | 8  | 7  | 8  | 8  | 10 | 12 | 9  | 10 | 12 | 9  | 10 | 12 | 8  | 9  | 10 | 9  | 9  | 10 | 10 | 9  | 9  | 9  | 8  | 8  | 9  | 9  | 9  | 12 | 12 | 12 | 14 |
| 그라나다            | 7  | 9  | 9  | 13 | 13 | 15 | 12 | 14 | 16 | 13 | 14 | 11 | 8  | 12 | 12 | 10 | 12 | 13 | 9  | 10 | 11 | 14 | 17 | 12 | 13 | 14 | 12 | 12 | 11 | 11 | 13 | 15 | 13 | 14 | 14 | 15 | 17 | 15 |
| 엘체                | 19 | 15 | 16 | 15 | 17 | 18 | 17 | 12 | 10 | 12 | 10 | 13 | 13 | 10 | 11 | 14 | 14 | 16 | 17 | 15 | 17 | 15 | 12 | 13 | 14 | 12 | 14 | 13 | 14 | 15 | 15 | 14 | 15 | 16 | 15 | 14 | 14 | 16 |
| 알메리아            | 12 | 12 | 14 | 18 | 16 | 17 | 18 | 20 | 20 | 20 | 20 | 19 | 17 | 18 | 19 | 18 | 16 | 14 | 16 | 17 | 15 | 17 | 15 | 16 | 16 | 16 | 18 | 19 | 16 | 16 | 18 | 19 | 19 | 19 | 18 | 17 | 15 | 17 |
| 오사수나            | 13 | 20 | 20 | 20 | 18 | 19 | 19 | 18 | 18 | 19 | 16 | 17 | 19 | 15 | 16 | 17 | 18 | 15 | 13 | 13 | 14 | 16 | 14 | 14 | 12 | 13 | 15 | 15 | 17 | 17 | 19 | 16 | 16 | 15 | 16 | 19 | 18 | 18 |
| 바야돌리드          | 14 | 17 | 11 | 12 | 14 | 16 | 16 | 17 | 17 | 14 | 13 | 16 | 15 | 17 | 18 | 16 | 17 | 17 | 18 | 18 | 18 | 18 | 18 | 18 | 18 | 18 | 17 | 18 | 19 | 19 | 17 | 17 | 17 | 17 | 19 | 16 | 19 | 19 |
| 베티스              | 15 | 18 | 17 | 11 | 12 | 13 | 11 | 13 | 15 | 18 | 18 | 18 | 20 | 20 | 20 | 20 | 20 | 20 | 20 | 20 | 20 | 20 | 20 | 20 | 20 | 20 | 20 | 20 | 20 | 20 | 20 | 20 | 20 | 20 | 20 | 20 | 20 | 20 |

출처: kicker.de 
 4라운드 순위표 출처: LFP 공식 발표문

## 경기 결과
| 홈 \ 어웨이         | ALM | ATH | ATM | FCB | CEL | ELC | ESP | GET | GCF | LEV | MCF | OSA | RVA | BET | RMA | RSO | SFC | VCF | VLD | VIL |
| ------------------- | --- | --- | --- | --- | --- | --- | --- | --- | --- | --- | --- | --- | --- | --- | --- | --- | --- | --- | --- | --- |
| 알메리아            | —   | 0–0 | 2–0 | 0–2 | 2–4 | 2–2 | 0–0 | 1–0 | 3–0 | 2–2 | 0–0 | 1–2 | 0–1 | 3–2 | 0–5 | 4–3 | 1–3 | 2–2 | 1–0 | 2–3 |
| 아틀레틱 빌바오     | 6–1 | —   | 1–2 | 1–0 | 3–2 | 2–2 | 1–2 | 1–0 | 4–0 | 2–1 | 3–0 | 2–0 | 2–1 | 2–1 | 1–1 | 1–1 | 3–1 | 1–1 | 4–2 | 2–0 |
| 아틀레티코 마드리드 | 4–2 | 2–0 | —   | 0–0 | 2–1 | 2–0 | 1–0 | 7–0 | 1–0 | 3–2 | 1–1 | 2–1 | 5–0 | 5–0 | 2–2 | 4–0 | 1–1 | 3–0 | 3–0 | 1–0 |
| 바르셀로나          | 4–1 | 2–1 | 1–1 | —   | 3–0 | 4–0 | 1–0 | 2–2 | 4–0 | 7–0 | 3–0 | 7–0 | 6–0 | 3–1 | 2–1 | 4–1 | 3–2 | 2–3 | 4–1 | 2–1 |
| 셀타 비고           | 3–1 | 0–0 | 0–2 | 0–3 | —   | 0–1 | 2–2 | 1–1 | 1–1 | 0–1 | 0–2 | 1–1 | 0–2 | 4–2 | 2–0 | 2–2 | 1–0 | 2–1 | 4–1 | 0–0 |
| 엘체                | 1–0 | 0–0 | 0–2 | 0–0 | 1–0 | —   | 2–1 | 1–0 | 0–1 | 1–1 | 0–1 | 0–0 | 2–0 | 0–0 | 1–2 | 1–1 | 1–1 | 2–1 | 0–0 | 0–1 |
| 에스파뇰            | 1–2 | 3–2 | 1–0 | 0–1 | 1–0 | 3–1 | —   | 0–2 | 1–0 | 0–0 | 0–0 | 1–1 | 2–2 | 0–0 | 0–1 | 1–2 | 1–3 | 3–1 | 4–2 | 1–2 |
| 헤타페              | 2–2 | 0–1 | 0–2 | 2–5 | 2–0 | 1–1 | 0–0 | —   | 3–3 | 1–0 | 1–0 | 2–1 | 0–1 | 3–1 | 0–3 | 2–2 | 1–0 | 0–1 | 0–0 | 0–1 |
| 그라나다            | 0–2 | 2–0 | 1–2 | 1–0 | 1–2 | 1–0 | 0–1 | 0–2 | —   | 0–2 | 3–1 | 0–0 | 0–3 | 1–0 | 0–1 | 1–3 | 1–2 | 0–1 | 4–0 | 2–0 |
| 레반테              | 1–0 | 1–2 | 2–0 | 1–1 | 0–1 | 2–1 | 3–0 | 0–0 | 0–1 | —   | 1–0 | 2–0 | 0–0 | 1–3 | 2–3 | 0–0 | 0–0 | 2–0 | 1–1 | 0–3 |
| 말라가              | 2–0 | 1–2 | 0–1 | 0–1 | 0–5 | 0–1 | 1–2 | 1–0 | 4–1 | 1–0 | —   | 0–1 | 5–0 | 3–2 | 0–1 | 0–1 | 3–2 | 0–0 | 1–1 | 2–0 |
| 오사수나            | 0–1 | 1–5 | 3–0 | 0–0 | 0–2 | 2–1 | 1–0 | 2–0 | 1–2 | 0–1 | 0–2 | —   | 3–1 | 2–1 | 2–2 | 1–1 | 1–2 | 1–1 | 0–0 | 0–3 |
| 라요 바예카노       | 3–1 | 0–3 | 2–4 | 0–4 | 3–0 | 3–0 | 1–4 | 1–2 | 0–2 | 1–2 | 4–1 | 1–0 | —   | 3–1 | 2–3 | 1–0 | 0–1 | 1–0 | 0–3 | 2–5 |
| 베티스              | 0–1 | 0–2 | 0–2 | 1–4 | 1–2 | 1–2 | 2–0 | 2–0 | 0–0 | 0–0 | 1–2 | 1–2 | 2–2 | —   | 0–5 | 0–1 | 0–2 | 3–1 | 4–3 | 1–0 |
| 레알 마드리드       | 4–0 | 3–1 | 0–1 | 3–4 | 3–0 | 3–0 | 3–1 | 4–1 | 2–0 | 3–0 | 2–0 | 4–0 | 5–0 | 2–1 | —   | 5–1 | 7–3 | 2–2 | 4–0 | 4–2 |
| 레알 소시에다드     | 3–0 | 2–0 | 1–2 | 3–1 | 4–3 | 4–0 | 2–1 | 2–0 | 1–1 | 0–0 | 0–0 | 5–0 | 2–3 | 5–1 | 0–4 | —   | 1–1 | 1–0 | 1–0 | 1–2 |
| 세비야              | 2–1 | 1–1 | 1–3 | 1–4 | 0–1 | 3–1 | 4–1 | 3–0 | 4–0 | 2–3 | 2–2 | 2–1 | 4–1 | 4–0 | 2–1 | 1–0 | —   | 0–0 | 4–1 | 0–0 |
| 발렌시아            | 1–2 | 1–1 | 0–1 | 2–3 | 2–1 | 2–1 | 2–2 | 1–3 | 2–1 | 2–0 | 1–0 | 3–0 | 1–0 | 5–0 | 2–3 | 1–2 | 3–1 | —   | 2–2 | 2–1 |
| 바야돌리드          | 1–0 | 1–2 | 0–2 | 1–0 | 3–0 | 2–2 | 1–0 | 1–0 | 0–1 | 1–1 | 2–2 | 0–1 | 1–1 | 0–0 | 1–1 | 2–2 | 2–2 | 0–0 | —   | 1–0 |
| 비야레알            | 2–0 | 1–1 | 1–1 | 2–3 | 0–2 | 1–1 | 2–1 | 0–2 | 3–0 | 1–0 | 1–1 | 3–1 | 4–0 | 1–1 | 2–2 | 5–1 | 1–2 | 4–1 | 2–1 | —   |

## 시즌 통계

### 득점 집계
| 순위 | 이름                | 골 | 구단                |
| ---- | ------------------- | -- | ------------------- |
| 1    | 크리스티아누 호날두 | 31 | 레알 마드리드       |
| 2    | 리오넬 메시         | 28 | 바르셀로나          |
| 3    | 디에고 코스타       | 27 | 아틀레티코 마드리드 |
| 4    | 알렉시스 산체스     | 19 | 바르셀로나          |
| 5    | 카림 벤제마         | 17 | 레알 마드리드       |
| 6    | 카를로스 벨라       | 16 | 레알 소시에다드     |
| 6    | 앙투안 그리즈만     | 16 | 레알 소시에다드     |
| 6    | 아리츠 아두리스     | 16 | 아틀레틱 빌바오     |
| 9    | 가레스 베일         | 15 | 레알 마드리드       |
| 9    | 하비 게라           | 15 | 바야돌리드          |
| 9    | 페드로              | 15 | 바르셀로나          |
| 9    | 케뱅 가메이로       | 15 | 세비야              |

### 도움 집계
| 순위 | 이름                | 도움 | 구단                |
| ---- | ------------------- | ---- | ------------------- |
| 1    | 앙헬 디 마리아      | 17   | 레알 마드리드       |
| 2    | 코케                | 14   | 아틀레티코 마드리드 |
| 2    | 세스크 파브레가스   | 14   | 바르셀로나          |
| 4    | 가레스 베일         | 13   | 레알 마드리드       |
| 5    | 카를로스 벨라       | 12   | 레알 소시에다드     |
| 5    | 마르켈 수사에타     | 12   | 아틀레틱 빌바오     |
| 7    | 리오넬 메시         | 11   | 바르셀로나          |
| 8    | 이반 라키티치       | 10   | 세비야              |
| 8    | 알렉시스 산체스     | 10   | 바르셀로나          |
| 10   | 카림 벤제마         | 9    | 레알 마드리드       |
| 10   | 크리스티아누 호날두 | 9    | 레알 마드리드       |

### 트로페오 사모라
마르카지는 최저 실점률을 기록한 골키퍼에게 트로페오 사모라를 수상했다. 이 상의 수상 자격을 얻으려면 최소 28경기 이상 출전해야 하며, 1경기 출전을 인정받으려면 해당 경기를 60분 이상 출전해야 했다.
| 순위 | 이름              | 실점 | 경기 | 실점률 | 구단                |
| ---- | ----------------- | ---- | ---- | ------ | ------------------- |
| 1    | 티보 쿠르투아     | 24   | 37   | 0.65   | 아틀레티코 마드리드 |
| 2    | 고르카 이라이소스 | 32   | 33   | 0.97   | 아틀레틱 빌바오     |
| 3    | 디에고 로페스     | 36   | 36   | 1      | 레알 마드리드       |
| 4    | 케일러 나바스     | 39   | 36   | 1.08   | 레반테              |
| 5    | 세르히오 아셍호   | 41   | 35   | 1.17   | 비야레알            |

### 해트트릭
| 선수                | 구단            | 상대            | 결과     | 날짜             |
| ------------------- | --------------- | --------------- | -------- | ---------------- |
| 리오넬 메시         | 바르셀로나      | 발렌시아        | 3–2 (원) | 2013년 9월 1일   |
| 무니르 엘 함다우이  | 말라가          | 라요 바예카노   | 5–0 (안) | 2013년 9월 15일  |
| 페드로              | 바르셀로나      | 라요 바예카노   | 4–0 (원) | 2013년 9월 21일  |
| 크리스티아누 호날두 | 레알 마드리드   | 세비야          | 7–3 (안) | 2013년 10월 30일 |
| 유세프 엘-아라비    | 그라나다        | 말라가          | 3–1 (안) | 2013년 11월 8일  |
| 크리스티아누 호날두 | 레알 마드리드   | 레알 소시에다드 | 5–1 (안) | 2013년 11월 9일  |
| 카를로스 벨라4      | 레알 소시에다드 | 셀타 비고       | 4–3 (안) | 2013년 11월 23일 |
| 세르히오 가르시아   | 에스파뇰        | 라요 바예카노   | 4–1 (원) | 2013년 11월 24일 |
| 가레스 베일         | 레알 마드리드   | 바야돌리드      | 4–0 (안) | 2013년 11월 30일 |
| 조나스              | 발렌시아        | 오사수나        | 3–0 (안) | 2013년 12월 1일  |
| 하비 게라           | 바야돌리드      | 셀타 비고       | 3–0 (안) | 2013년 12월 16일 |
| 페드로              | 바르셀로나      | 헤타페          | 5–2 (원) | 2013년 12월 22일 |
| 알렉시스 산체스     | 바르셀로나      | 엘체            | 4–0 (안) | 2014년 1월 5일   |
| 이케추쿠 우체       | 비야레알        | 라요 바예카노   | 5–2 (원) | 2014년 1월 6일   |
| 아리츠 아두리스     | 아틀레틱 빌바오 | 그라나다        | 4–0 (안) | 2014년 2월 28일  |
| 리오넬 메시         | 바르셀로나      | 오사수나        | 7–0 (안) | 2014년 3월 16일  |
| 리오넬 메시         | 바르셀로나      | 레알 마드리드   | 4–3 (원) | 2014년 3월 23일  |

4 해당 경기에서 4골 기록
(안) – 안방 ; (원) – 원정

### 징계
- 최다 경고 구단: 말라가 (102회)
- 최소 경고 선수: 알베르토 보티아 (엘체, 15회)
- 최다 퇴장 구단: 베티스, 라요 바예카노, 오사수나 (8회)
- 최다 퇴장 선수: 6명 (2회)

### 관중 통계
| 순위 | 구단                | 합계       | 최고   | 최저   | 평균   | 변동    |
| ---- | ------------------- | ---------- | ------ | ------ | ------ | ------- |
| 1    | 바르셀로나          | 1,366,658  | 98,761 | 56,455 | 71,929 | −4.8%   |
| 2    | 레알 마드리드       | 1,356,434  | 85,454 | 51,653 | 71,391 | +2.4%   |
| 3    | 아틀레티코 마드리드 | 881,149    | 55,000 | 30,000 | 46,376 | +6.5%   |
| 4    | 발렌시아            | 667,663    | 45,000 | 25,860 | 35,140 | +2.0%   |
| 5    | 아틀레틱 빌바오     | 638,316    | 36,550 | 16,000 | 33,596 | +3.6%2  |
| 6    | 세비야              | 583,115    | 45,000 | 23,483 | 30,690 | −5.1%   |
| 7    | 베티스              | 574,610    | 42,421 | 12,958 | 30,243 | −19.5%  |
| 8    | 엘체                | 476,063    | 33,069 | 19,124 | 25,056 | +71.6%1 |
| 9    | 레알 소시에다드     | 442,275    | 30,485 | 10,492 | 23,278 | +2.8%   |
| 10   | 말라가              | 426,762    | 30,377 | 15,102 | 22,461 | −6.1%   |
| 11   | 셀타 비고           | 399,849    | 29,457 | 14,636 | 21,045 | +21.0%  |
| 12   | 에스파뇰            | 373,223    | 32,131 | 12,650 | 19,643 | −6.1%   |
| 13   | 비야레알            | 309,317    | 23,852 | 8,000  | 16,280 | +52.0%1 |
| 14   | 바야돌리드          | 293,983    | 25,133 | 6,594  | 15,473 | −6.7%   |
| 15   | 그라나다            | 291,738    | 20,445 | 11,536 | 15,355 | −24.4%  |
| 16   | 레반테              | 290,664    | 24,102 | 10,115 | 15,298 | −0.7%   |
| 17   | 오사수나            | 282,379    | 19,714 | 11,109 | 14,862 | −1.0%   |
| 18   | 알메리아            | 194,111    | 13,605 | 8,692  | 10,216 | +32.4%1 |
| 19   | 라요 바예카노       | 193,113    | 13,874 | 6,395  | 10,164 | −2.7%   |
| 20   | 헤타페              | 129,640    | 16,000 | 500    | 6,823  | −32.2%  |
|      | 리그 합계           | 10,171,062 | 98,761 | 500    | 26,766 | −9.1%   |

출처: 스페인 프로축구연맹 및 스페인 언론사
참고:
1: 전 시즌 세군다 디비시온 소속
2: 아틀레틱 빌바오는 1차전 경기를 16,000명의 관중이 웅집한 아노에타에서 치렀다.

## 라리가 시상식

### 연간
라 리가의 리그 사무국인 스페인 프로축구연맹(LFP)은 라리가 시상식을 실시하여 시즌의 최우수 선수와 감독을 선정했다.
| 수상 부문       | 수상자                                                         |
| --------------- | -------------------------------------------------------------- |
| 최우수 선수     | 크리스티아누 호날두 (레알 마드리드)                            |
| 최우수 감독     | 디에고 시메오네 (아틀레티코 마드리드)                          |
| 최우수 골키퍼   | 케일러 나바스 (레반테)                                         |
| 최우수 수비수   | 세르히오 라모스 (레알 마드리드)                                |
| 최우수 미드필더 | 루카 모드리치 (레알 마드리드) 안드레스 이니에스타 (바르셀로나) |
| 최우수 공격수   | 크리스티아누 호날두 (레알 마드리드)                            |

### 월간
| 월   | 이달의 감독         | 이달의 감독         | 이달의 선수         | 이달의 선수         | 주     |
| 월   | 감독                | 구단                | 선수                | 구단                | 주     |
| ---- | ------------------- | ------------------- | ------------------- | ------------------- | ------ |
| 9월  | 마르셀리노          | 비야레알            | 디에고 코스타       | 아틀레티코 마드리드 | [ 52 ] |
| 10월 | 디에고 시메오네     | 아틀레티코 마드리드 | 코케                | 아틀레티코 마드리드 | [ 53 ] |
| 11월 | 프란시스코          | 알메리아            | 크리스티아누 호날두 | 레알 마드리드       | [ 54 ] |
| 12월 | 하고바 아라사테     | 레알 소시에다드     | 카를로스 벨라       | 레알 소시에다드     | [ 55 ] |
| 1월  | 에르네스토 발베르데 | 아틀레틱 빌바오     | 이반 라키티치       | 세비야              | [ 56 ] |
| 2월  | 후안 안토니오 피시  | 발렌시아            | 하피냐              | 셀타 비고           | [ 57 ] |
| 3월  | 우나이 에메리       | 세비야              | 케일러 나바스       | 레반테              | [ 58 ] |
| 4월  | 파코 헤메스         | 라요 바예카노       | 디에고 고딘         | 아틀레티코 마드리드 | [ 59 ] |
| 5월  | 프란시스코          | 알메리아            | 디에고 고딘         | 아틀레티코 마드리드 | [ 60 ] |

## 같이 보기
- 세군다 디비시온 2013-14
- 코파 델 레이 2013-14